# 1,3-二氯丙烷
1,3-二氯丙烷 是一种有机氯化合物 ，由 氯、氢和 碳组成。 它可能是含有1,3-二氯丙烯的土壤熏蒸剂中的污染物。  它有低急性毒性。